# Maire de Hull
Le maire de Hull est le chef de l'exécutif de l'ancienne ville de Hull qui est aujourd'hui un secteur de la ville de Gatineau. Cette fonction avait été créée en 1875 avec comme premier maire de la ville, George Jacob Marston, Sr. Yves Ducharme, maire de Hull de 1992 à 2001, est le dernier à avoir occupé cette fonction. 

## Liste des maires
- 1er : George Jacob Marston, Sr. (1875-1876)
- 2e :  Henri Isaie Richer (1876-1877)
- 3e :  Christopher C. Brigham (1877-1878)
- 4e :  Charles Everett Graham (1878-1879)
- 5e :  Charles Leduc (1879-1881)
- 6e :  Ezra Butler Eddy (1881-1885)
- 7e :  Charles Leduc (1885-1886)
- 8e :  Alfred Rochon (1886-1887)
- 9e :  Ezra Butler Eddy (1887-1888)
- 10e : Alfred Rochon (1888-1889)
- 11e : Éraste d'Odet d'Orsonnens (1889-1890)
- 12e : William Francis Scott (1890-1891)
- 13e : Ezra Butler Eddy (1891-1892)
- 14e : Louis Napoléon Champagne (1892-1893)
- 15e : Edmond Stanislas Aubry (1893-1894)
- 16e : Richard Alexis Helmer (1894)
- 17e : Edmond Stanislas Aubry (1894-1895)
- 18e : Charles Everett Graham (1895-1896)
- 19e : Louis Napoléon Champagne (1896-1897)
- 20e : William Francis Scott (1897-1898)
- 21e : Ferdinand Barette (1898-1900)
- 22e : Richard Alexis Helmer (1900-1901)
- 23e : Victor Ovide Falardeau (1901-1903)
- 24e : Ferdinand Gendron (1903-1904)
- 25e : Victor Ovide Falardeau (1904-1905)
- 26e : Edmond Stanislas Aubry (1905-1906)
- 27e : Augustin Thibault (1906-1909)
- 28e : Joseph-Éloi Fontaine (1909-1910)
- 29e : Urgèle Archambault (1910-1912)
- 30e : Hormidas Dupuis (1912-1914)
- 31e : Joseph Bourque (1914-1916)
- 32e : Urgèle Archambault (1916-1920)
- 33e : Louis Cousineau (1920-1922)
- 34e : Hilaire Thérien (1922-1924)
- 35e : Louis Cousineau (1924-1926)
- 36e : Théodore Lambert (1926-1936)
- 37e : Alphonse Moussette (1936-1940)
- 38e : Raymond Brunet (1941-1948)
- 39e : Alphonse Moussette (1949-1951)
- 40e : Henri Gauthier (1952-1953)
- 41e : Alexis Caron (1953-1955)
- 42e : Thomas Moncion (1955-1959)
- 43e : Armand Turpin (1959-1964)
- 44e : Marcel D'Amour (1964-1972)
- 45e : Jean-Marie Séguin (1972-1974)
- 46e : Gilles Rocheleau (1974-1981)
- 47e : Michel Légère (1981-1991)
- 48e : Marcel Beaudry (1991-1992)
- 49e : Yves Ducharme (1992-2001)

Yves Ducharme est le maire étant resté le plus longtemps en fonction.